# Terence Dale Pennington
Terence Dale Pennington (* 1938) es un botánico estadounidense.
Es especialista en flora sudamericana.

## Obra
- "The genus Inga Botany".
- Pennington, T.D.; José Sarukhán. Árboles tropicales de México: Manual para la identificación de las especies. 3ª ed., 523 pp. ISBN 970321643
- Flora of Ecuador, Vol. 80: Sapotaceae. Series: Flora of Ecuador 80. 195 pp. ilustraciones. Botanical Institute, Goteborg University. ISBN 9789185529025
- Pennington, T.D.; C. Reynel; Daza, A. Illustrated Guide to the Trees of Peru. 848 pp., 200 ilustraciones color. DH Books. ISBN 0953813436

- La abreviatura «T.D.Penn.» se emplea para indicar a Terence Dale Pennington como autoridad en la descripción y clasificación científica de los vegetales.[1]